# Wahlen zum Repräsentantenhaus der Vereinigten Staaten 1856
Die Wahlen zum Repräsentantenhaus der Vereinigten Staaten 1856 fanden ab dem 4. August 1856 statt. Dabei wurden in den Vereinigten Staaten an verschiedenen Wahltagen die Abgeordneten des Repräsentantenhauses gewählt. Die Wahlen waren Teil der allgemeinen Wahlen zum 35. Kongress der Vereinigten Staaten in jenem Jahr, bei denen auch ein Drittel der US-Senatoren gewählt wurden. Gleichzeitig fand auch die Präsidentschaftswahl des Jahres 1856 statt, die der Demokrat James Buchanan gewann.
Zum Zeitpunkt der Wahlen bestanden die Vereinigten Staaten aus 31 Bundesstaaten. Die Zahl der zu wählenden Abgeordneten betrug 237. Die Sitzverteilung im Repräsentantenhaus basierte auf der Volkszählung von 1850. Im Jahr 1856 hatte sich die amerikanische Parteienlandschaft neu gegliedert. Die United States Whig Party, die bis zu der Wahl 1854 eine der beiden staatstragenden Parteien war, war zerbrochen. Die kurzlebige Opposition Party gab es auch nicht mehr. Viele Wähler der aufgelösten Parteien fanden sich in der Republikanischen Partei wieder, die 1854 gegründet wurde und die 1856 erstmals bei den bundesweiten Wahlen antrat. Eines der Hauptthemen der neuen Partei war der Kampf zur Abschaffung der Sklaverei. Da diese vor allem im Süden praktiziert wurde, fand die neue Partei hauptsächlich im Norden Anklang. Im Süden stand sie in vielen Regionen nicht einmal auf den Stimmzetteln. Trotzdem erreichte die Republikanische Partei bei den Wahlen auf Anhieb 90 Mandate. Auch die Demokraten konnten Teile ihrer 1854 erlittenen Verluste wieder ausgleichen. Sie gewannen 49 Mandate hinzu und konnten mit nunmehr 132 Sitzen wieder die absolute Mehrheit im Repräsentantenhaus stellen. Allerdings war die Partei innerlich in einen Nord und einen Südflügel gespalten. Diese unterstützen jeweils die Positionen der Nord bzw. Südstaaten. Als dritte Kraft gab es bei den Wahlen 1856 noch die American Party, die aber 37 Mandate verlor und mit 14 Sitzen nur eine kleine Minderheit bildete. Ein in den Jahren bis einschließlich 1860 immer präsenter und radikaler werdendes Wahlkampfthema war im Vorfeld des Amerikanischen Bürgerkriegs die Frage der Sklaverei und das Recht der Einzelstaaten, darüber zu bestimmen. Im Jahr 1856 gab es erste gewalttätige Übergriffe zwischen den Anhängern des Nordens und des Südens (Bleeding Kansas). Bemerkenswert ist die Wahl von 1856 auch deswegen, weil es die erste amerikanische Kongress (und Präsidentschaftswahl) war, bei der sich die bis heute staatstragenden Parteien der Demokraten und Republikaner gegenüberstanden.
Frauen und Sklaven waren weder wahlberechtigt noch wählbar. In vielen Bundesstaaten waren auch freie Afroamerikaner von der Wahl ausgeschlossen.

## Wahlergebnis
- Demokratische Partei 132 (83) Sitze
- Republikanische Partei 90 Sitze (neue Partei)
- American Party: 14 (51) Sitze
- Sonstige: 1 (0)

Gesamt: 237
In Klammern sind die Ergebnisse der letzten Wahl zwei Jahre zuvor. Veränderungen im Verlauf der Legislaturperiode, die nicht die Wahlen an sich betreffen, sind bei diesen Zahlen nicht berücksichtigt, werden aber im Artikel über den 35. Kongress im Abschnitt über die Mitglieder des Repräsentantenhauses bei den entsprechenden Namen der Abgeordneten vermerkt. Das Gleiche gilt für Wahlen in Staaten, die erst nach dem Beginn der Legislaturperiode der Union beitraten. Daher kommt es in den Quellen gelegentlich zu unterschiedlichen Angaben, da manchmal Veränderungen während der Legislaturperiode in die Zahlen eingearbeitet wurden und manchmal nicht.